# Wanted (série télévisée, 2005)
Pour les articles homonymes, voir Wanted.
Wanted est une série télévisée américaine en treize épisodes de 52 minutes, créée par Jorge Zamacona et diffusée entre le 31 juillet et le 26 décembre 2005 sur la chaîne TNT.
En France, la série a été diffusée à partir du 11 septembre 2006 sur W9.

## Synopsis
Cette série met en scène une équipe d'élite composée de policiers du LAPD, d'agents du FBI, de la DEA, de l'ATF... chargés de rechercher les cent plus dangereux criminels des États-Unis.

## Distribution
- Gary Cole (V. F. : Patrick Poivey) : Lieutenant Conrad Rose
- Ryan Hurst (V. F. : Jérôme Pauwels) : Agent Jimmy McGloin
- Lee Tergesen (V. F. : Thierry Mercier) : Eddie Drake
- Rashida Jones : Détective Carla Merced
- Benjamín Benítez (V. F. : Didier Cherbuy) : Agent Tommy Rodriguez
- Josey Scott : Officier Rodney Gronbeck
- Karen Sillas (V. F. : Marie-Martine Bisson) : Mariah Belichek
- Joaquim de Almeida : Capitaine Manuel Valenza
- Dedee Pfeiffer (V. F. : Rafaèle Moutier) : Lucinda Rose

## Épisodes
1. Sur le fil du rasoir (Pilot)
2. La Horde sauvage (The Wild Bunch)
3. Le Gang des Coréens (Rubbing One Out)
4. Descente aux enfers (Badlands)
5. La Promesse des ténèbres (The Promise of Darkness)
6. Les Bas-Fonds (Sex Pistols)
7. La Rage au ventre (Click, Click Boom)
8. Le Traître (''Ronin)
9. Œil pour œil (Shoot to Thrill)
10. Le Pouvoir de la haine (Lips are Lips)
11. Le Feu de la vengeance (La Pistola y El Corazon)
12. La Dernière Tentation (The Last Temptation)
13. Judas (Judas)